# Vicente Piera
Vicente Piera, noto anche come Vicenç Piera (Barcellona, 11 giugno 1903 – Barcellona, 13 giugno 1960), è stato un calciatore spagnolo, di ruolo centrocampista.

## Caratteristiche tecniche
Giocava nel ruolo di ala destra, del quale fu uno dei migliori interpreti nella storia del calcio spagnolo. Molto tecnico e dallo stile elegante, era anche veloce ed abile nei cross.

## Carriera
Fu fra i giocatori cardine del Barcellona negli anni '20, club nel quale debuttò il 1º gennaio 1921 segnando subito una doppietta all'esordio. Con il Barcellona vinse 4 Coppe di Spagna (1922, 1925, 1926, 1928) e 10 campionati catalani (1920-21, 1921–22, 1923–24, 1924–25, 1925–26, 1926–27, 1927–28, 1929–30, 1930–31 e 1931–32).
Nella stagione 1928-1929 il Barcellona aderì alla neonata Liga, vincendo il campionato al primo tentativo.

## Palmarès

### Club

#### Competizioni nazionali
- Campionato spagnolo: 1

Barcellona: 1928-1929